# プリンストン (CV-37)
プリンストン (USS Princeton, CV/CVA/CVS-37, LPH-5) は、アメリカ海軍のエセックス級航空母艦。艦名はアメリカ独立戦争のプリンストンの戦いが由来。その名を持つ艦としては5隻目。直接的には、レイテ沖海戦で撃沈された軽空母の艦名を引き継いだ正規空母である。

## 艦歴
エセックス級空母の改修型（タイコンデロガ級航空母艦）として、1943年9月14日、ペンシルベニア州フィラデルフィアのフィラデルフィア海軍造船所で「ヴァリー・フォージ (Valley Forge)」の艦名で起工した。1944年10月24日、レイテ沖海戦でインディペンデンス級航空母艦（巡洋艦改装空母）「プリンストン (CVL-23)」が撃沈された。11月21日、建造中の本艦は「プリンストン」と改名され、合衆国海軍長官が公表した。
1945年7月8日にマーガレット・ドッド（プリンストン大学学長ハロルド・ドッド夫人）によって命名・進水。1945年11月18日、ジョン・ホスキンス艦長（先代プリンストン沈没時の艦長）の指揮下で就役する。
キューバ沖での整調航海後、「プリンストン」は第81航空団を乗艦させると大西洋に残り、1946年6月まで第8艦隊と共に作戦行動を行う。その後、太平洋艦隊に移動し、6月30日にサンディエゴに到着。7月3日に出港すると1944年8月1日に死去しアーリントン国立墓地に埋葬されていたフィリピン大統領マニュエル・ケソンの遺骸を再埋葬のためマニラへ運搬する。マニラからマリアナ諸島の第7艦隊に合流し第77任務部隊の旗艦となる。9月から10月にかけて日本から中国にかけての水域で作戦活動を行い、その後マリアナ諸島に帰還し1947年2月まで留まる。ハワイ水域で演習を行った後、3月中旬には真珠湾で姉妹艦や戦艦「アイオワ」と共に一般公開された。
3月15日、サンディエゴに向けて出航する。10月1日から12月23日まで西海岸、ハワイ水域および西太平洋で作戦活動を行う。その後1948年6月20日に予備役に編入され、太平洋予備役艦隊に加わる。7月以降、姉妹艦「ボクサー」と共に、クロスロード作戦後に真珠湾で繋留されていた旧式戦艦「ニューヨーク」と「ネバダ」の処分にも関わった。
15ヶ月後に朝鮮戦争が勃発し、「プリンストン」は1950年8月28日に再就役する。集中的な再訓練の後12月5日に第77機動部隊に加わり、韓国水域で搭載部隊の第19航空団による戦闘偵察を行う。その後ハガル里地区に対して248回に及ぶ攻撃を行い、続く6日間にわたって長津湖から興南へ退却する海兵隊に対して地上支援攻撃を行った。12月11日に全ての部隊が海岸の集結地点に到着する。「プリンストン」の艦載機は他の海軍、空軍、海兵隊機と共同して興南からの撤退が完了する12月24日まで支援攻撃を行っている。
北朝鮮に対する攻撃は続けられ、4月4日までに「プリンストン」の艦載機は54の鉄道路線、37の橋を修復不可能としさらに44を破壊した。5月に同部隊は平壌と順川、新安州を結ぶ鉄道橋を攻撃し、翌日には華川貯水池に対する攻撃を行い、A-1艦上攻撃機による攻撃隊が航空魚雷でダムを破壊するという戦果を挙げている。同年の夏は発電所や輸送路に対する攻撃を集中的に行い、8月に入ると「プリンストン」は帰国の途につく。8月21日にサンディエゴに到着している。
8か月後の1952年4月30日に「プリンストン」は第77任務部隊に再合流した。138日間に渡って艦載機による攻撃が行われ、沖合で小型艇を多数撃沈した。また敵後方の補給施設や、海岸に面した都市への攻撃に参加し、鴨緑江で水力発電所への攻撃を行っている。
「プリンストン」は1952年10月1日に攻撃空母に艦種変更され、分類番号は CVA-37 となった。11月3日にカリフォルニアに帰還し、二ヶ月間の休養の後再び太平洋西部に向かう。1953年2月に韓国水域から離れ、停戦まで艦載機による味方への上空援護を行った。7月27日の停戦合意後も極東に留まり、9月7日にサンディエゴへと向かう。朝鮮戦争の戦功で8つの従軍星章を受章した。
1954年1月に「プリンストン」は対潜空母に艦種変更され、分類番号は CVS-37 となる。
「プリンストン」は西海岸に帰還するとオーバーホールが行われた。その後1968年5月に再びベトナムへ向かう。ベトナムでは強襲揚陸グループアルファの旗艦として「フォートレス・アタック」IIIおよびIV、「プラウド・ハンター」「スウィート・パーシット」「イーガー・ハンター」の各作戦に参加した。12月には本国へ帰還し、翌1969年4月、アポロ計画における
アポロ10号の回収船に指定される。5月26日、月飛行を終えて地球に戻ってきた司令船「チャーリー・ブラウン」が着水し、宇宙飛行士3名（トーマス・スタッフォード、ジョン・ヤング、ユージン・サーナン）と司令船は本艦に収容された。その後、宇宙飛行士3名はヘリコプターで退艦した。1970年1月30日に「プリンストン」は退役し除籍された。1971年5月にはスクラップとして売却された。

## 登場作品
- 第七機動部隊（英語版） - 原題『Flat Top』、1952年、レスリー・スレンダー（英語版）監督。空母での多くのシーンが「プリンストン」で撮影されたことを冒頭で説明している。なお映画の大部分は太平洋戦争後半を描写しており、実写映像も多用している。
- 不沈母艦サラトガ（英語版） - 原題『Battle Stations』、1956年、ルイス・セイラー（英語版）監督。空母「サラトガ (USS Saratoga, CV-3)」の艦名を冠した邦題だが（1961年、ヘラルド映画、ニッポンシネマコーポレーション共同配給）、同艦の出演シーンはタイトルバック、挿入映像（57分頃）程度。実際はエセックス級空母「フランクリン」をモチーフにしており、劇中でも3月19日の九州沖航空戦で大破している[11]。「プリンストン (CV-37)」は本作品の撮影舞台となり、姉妹艦を演じた。
- レイテ沖海空戦 永遠の海原（英語版） - 原題『The Eternal Sea』、1955年、ジョン・H・オウア（英語版）監督。ホスキンス艦長の伝記を元にした戦争映画で、本艦の進水式の記録映像も使用する。ただし「プリンストン (CV-37)」の大部分のシーンは姉妹艦「キアサージ」で撮影された[12]。。